# Государственные образовательные стандарты
Государственные образовательные стандарты — совокупность обязательных требований к образованию определенного уровня и (или)  к профессии, специальности и направлению подготовки, утверждаемый органом власти, осуществляющим функции по выработке государственной политики и нормативно-правовому регулированию в сфере образования.

## Образовательные стандарты в России
В России следующие поколения государственных образовательных стандартов.
Стандарты общего образования:
- стандарты первого поколения (были приняты в 2004 году и именовались государственными образовательными стандартами)[1];
- стандарты второго поколения (были приняты — для начального общего образования (1-4 классы) 6 октября 2009 года, для основного общего образования (5-9 классы) 17 декабря 2010 года, для среднего (полного) общего образования (10-11 классы) 17 мая 2012 года). Эти стандарты ориентированы на результат и развитие универсальных учебных действий[2].

Стандарты высшего профессионального образования:
- стандарты первого поколения (утверждались с 2000 года и именовались государственными образовательными стандартами);
- стандарты второго поколения (утверждались с 2005 года и именовались государственными образовательными стандартами)[3], ориентированные на получение студентами знаний, умений и навыков;
- стандарты третьего поколения (утверждаются с 2009 года)[4], согласно которым высшее образование должно вырабатывать у студентов общекультурные и профессиональные компетенции.

До 2000 года применялся единый государственный стандарт высшего профессионального образования, который был утвержден постановлением Правительства Российской Федерации от 12 августа 1994 года № 940 и определял:
- структуру высшего профессионального образования, документы о высшем образовании;
- общие требования к основным профессиональным образовательным программам высшего профессионального образования и условиям их реализации;
- общие нормативы учебной нагрузки студента высшего учебного заведения и её объем;
- академические свободы высшего учебного заведения в определении содержания высшего профессионального образования;
- общие требования к перечню направлений (специальностей) высшего профессионального образования;
- порядок разработки и утверждения государственных требований к минимуму содержания и уровню подготовки выпускников по конкретным направлениям (специальностям) высшего профессионального образования в качестве федерального компонента;
- правила государственного контроля за соблюдением требований государственного образовательного стандарта высшего профессионального образования[5].

По каждому направлению подготовки (специальности) принимались государственные требования к минимуму содержания и уровню подготовки выпускников.
С 1 сентября 2013 года согласно закону «Об образовании в Российской Федерации» от 29 декабря 2012 года № 273 должны утверждаться стандарты нового поколения, в том числе и для программ высшего образования − подготовки научно-педагогических кадров, в соответствие с новым законом, а также для дошкольного образования, для которого ранее были предусмотрены Федеральные государственные образовательные требования к структуре основной общеобразовательной программы дошкольного образования.

## Образовательные стандарты в США
В США образовательные стандарты стали использоваться с 1980-х годов в рамках реформы образования, направленной на результаты. Стандартизированные экзамены (тесты) часто используются для оценок года обучения в разных районах и штатах, в том числе и как выпускные для учащихся выпускных классов во многих американских школах. Поскольку образовательная система США децентрализована, большинство вопросов образования принимаются местными органами власти. Образовательные стандарты и программы, как правило, установленных каждым штатом самостоятельно. Федеральное правительство в основном участвуют лишь в финансировании образования. Законодательными собраниями каждого штата установить общий минимальный уровень знаний для школ штата. Только 22 штата установили список рекомендуемых книг.

## Образовательные стандарты в Германии
В Германии образовательные стандарты стали разрабатываться с 1970 года после исследования PISA, показавшего низкий уровень образования в стране. Немецкие стандарты ориентированы на формирование у учащихся ключевых навыков и компетенций при отсутствии переполненности учебных программ излишними знаниями. Обязательными с 2004 года являются стандарты для школьного образования. Во многом образовательные стандарты носят рамочный характер, и федеральные земли наполняют их своим содержанием.